# کینزاو
کینزاو (به آلمانی: Kinsau) یک شهر در آلمان است که در بایرن واقع شده‌است.

## خصوصیات
کینزاو ۱۱٫۴۴ کیلومترمربع مساحت دارد ۶۶۴ متر بالاتر از سطح دریا واقع شده‌است.